# Jules Jaspar
Pour les articles homonymes, voir Jules et Jaspar.
Jules Jaspar, né à Schaerbeek (Bruxelles) le 1er mars 1878 et décédé à Soudorgues (France) le 15 octobre 1963, est un diplomate, homme d'affaires et résistant belge. Pendant la Seconde Guerre mondiale, il a fait partie de l'Orchestre rouge, mouvement de résistance et d'espionnage communiste implanté en France et en Belgique.

## Biographie
Jules Jaspar, né à Schaerbeek (Bruxelles) le 1er mars 1878, est le fils de Pierre Jaspar, entrepreneur, et d'Élisabeth Haeseleer. Il appartient à une grande dynastie bourgeoise de Belgique, notoire dans le monde politique belge. Dans la seconde moitié du XIXe siècle, son père a participé aux grands travaux voulus par le roi Léopold II de Belgique. Son frère, Henri Jaspar est notamment Premier ministre de Belgique et son autre frère, Ernest Jaspar, est l'architecte attitré du baron Édouard Empain. Il était marié à Claire Legrand.
Dès les années 1910, Jules Jaspar a fait carrière comme diplomate au ministère des Affaires étrangères et comme consul de Belgique à Hanoï en Indochine. En 1917, on le trouve également directeur de la Société anonyme des établissements Gratry en Indochine.  
Jules Jaspar quitte l'Indochine en 1930 et, à son retour, passe deux années à Paris, puis revient en Belgique. En collaboration avec son ami Léo Grossvogel, directeur commercial de la société « Au Roi du Caoutchouc », il crée en août 1938 à Bruxelles, la société « Foreign Excellent Trench-coat ». La société constitue d’importants stocks de marchandises diverses qu’elle soustrait à l’emprise allemande et qu’elle transfère dans les pays nordiques comme la Finlande, la Suède, la Norvège, le Danemark mais aussi vers la France et la Belgique (matériel de campement, pansements, gaze, ouate hydrophile, chaussures, etc.). 
Par l’intermédiaire de son ami Léo Grossvogel, Jules Jaspar fait la connaissance de Léopold Trepper qui à la demande de Ian K. Berzin (le responsable des services de renseignement de l'armée rouge, le GRU), crée un réseau d'informateurs pour recueillir des informations sur la capacité de production de l'industrie allemande et les préparatifs de guerre de l'ennemi. Cette organisation secrète fut appelée l'Orchestre rouge par les services de renseignements allemands. Tous les membres de ce réseau, communistes ou non, agissent avant tout par conviction anti-nazie. Jules Jaspar qui lutte contre la politique fasciste depuis 1937, adhère rapidement à cette organisation secrète qui lutte contre le fascisme. Les bénéfices réalisés par la société Foreign Excellent Trench Coat, serviront à financer cette organisation.

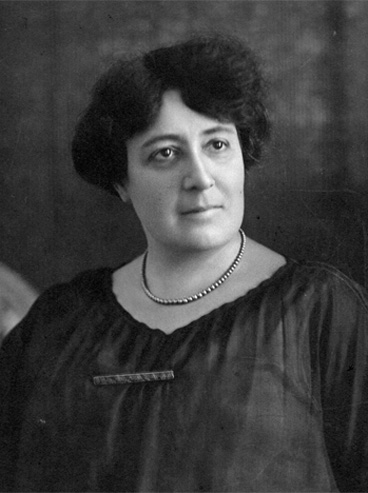
Claire Legrand (épouse de Jules Jaspar).

Comme le précise Léopold Trepper dans ses mémoires, Léo Grossvogel et son épouse Jeanne Pesant, Alfred Corbin et son épouse, Jules Jaspar et Claire Legrand, feront partie des premiers combattants de l'Orchestre rouge.
Lors de la Seconde Guerre mondiale, la Belgique et la France sont envahies par l'armée allemande en mai 1940. Jusqu'en 1944, la Belgique et la zone occupée de la France seront ainsi sous administration allemande. La zone libre ne sera occupée par l'armée allemande qu'en octobre 1942. 
Dès l'invasion allemande le 10 mai 1940, Jules Jaspar et son ami Léo Grossvogel fuient la Belgique. Jules Jaspar s'installe à Marseille. Le 13 janvier 1941, Léopold Trepper crée la société Simexco à Bruxelles, et la Simex à Paris avenue des Champs-Élysées avec une filiale à Marseille, rue Dragon, dont Jules Jaspar sera le directeur. Ces sociétés qui officiellement approvisionnent l'armée allemande en matériels divers constituent en réalité une source de financement et un paravent des activités de résistance et d'espionnage. Jules Jaspar organise en liaison avec un sénateur belge, des filières d’évasion par l’Algérie et le Portugal qu’utiliseront une centaine de résistants pour échapper à la prison et aux bagnes nazis. En cachant chez lui et chez des amis des transfuges recherchés aussi bien par la police française inféodée à Vichy pour le compte de l'Allemagne que par les autorités d'occupation, il réussit aussi à faire partir plusieurs compatriotes pour l'Espagne, le Portugal, l'Angleterre et le Congo belge.
En octobre 1942, les services de la Gestapo recherchent les membres de l’Orchestre rouge. Dénoncé par un certain Chatelin, le 30 novembre à 11 heures, Jules Jaspar et son épouse, Claire Legrand, sont arrêtés à Marseille. Jules Jaspar avait soixante-cinq ans.
Écroués à la prison Saint-Pierre à Marseille jusqu'au 2 décembre 1942, ils sont ensuite transférés à la prison de Fresnes où ils resteront 5 mois, gardés au « secret ». Pendant 93 jours, Jules Jaspar sera enchaîné nuit et jour et subira divers interrogatoires pénibles aux Saussaies (cellule de la Gestapo, ancien siège de la sureté française, au no 11 rue des Saussaies), notamment par l’officier SS Joseph Reiser qui appartenait à la cellule de la Gestapo, le «Sonderkommando Rote Kapelle», dirigée par Karl Giering. Cette cellule avait été spécialement créée pour rechercher et démasquer les membres de l’Orchestre rouge.
Après cinq mois d’internement à la prison de Fresnes, Jules Jaspar, sur ordre du Reichssicherheitshauptamt (Office Central de Sécurité du Reich, RSHA en allemand), est déporté au camp de concentration de Mauthausen où il sera incarcéré le 27 avril 1943 sous le numéro de matricule 28788. Il y est classé dans la catégorie détenu « Nacht und Nebel » (Nuit et brouillard). Son épouse, Claire Legrand sera déportée vers le camp de concentration de Ravensbrück où elle sera incarcérée le 24 avril 1943 comme détenue politique n°19167. Elle sera ensuite transférée le 3 février 1944 au camp de concentration de Majdanek, puis encore transférée vers le camp d'Auschwitz à une date inconnue, pour être à nouveau transférée le 13 janvier 1945 au camp de concentration de Ravensbrück, cette fois sous le numéro matricule 97308. Claire Legrand sera victime des chambres à gaz nazies fin janvier 1945 (probablement au camp d'Uckermark situé à proximité du camp de Ravensbrück).
Le camp de Mauthausen est libéré par les Américains le 5 mai 1945 mais Jules Jaspar, comme beaucoup d'autres détenus, n'a pu quitter le camp que le 19 juin. Il a survécu à cette dramatique épreuve, notamment grâce à l’aide et au soutien qu’il a reçu de ses amis Maurice Siterman, un compatriote belge affecté à la pharmacie du camp, et Premsyl Dobias, d’origine tchèque, qui le soignait avec un dévouement sans limite.
Durant sa convalescence, Jules Jaspar rédige un manuscrit qui relate ses 917 jours de captivité. Il était, par ailleurs, érudit et passionné d’histoire, de botanique de géographie et amateur de bon vins. Il a voyagé à Madagascar, au Congo belge et en Afrique du Nord. Il parlait couramment l’anglais, et aussi l’arabe (« classique », insistait-il).
Après la Seconde Guerre mondiale, Jules Jaspar s'installe dans les Cévennes avec Géorgie de Winter, une ancienne résistante du réseau Octobre rouge, jusqu'à son décès à Soudorgues (France) le 15 octobre 1963. Il est inhumé deux jours plus tard dans le domaine des Horts (Gard).

## Distinctions
Il est titulaire de nombreuses décorations belges et étrangères parmi lesquelles :
- Officier de l'ordre de la Couronne avec rayure d'or ;
- Chevalier de l'ordre de Léopold (en novembre 1924) ;
- Chevalier de la Légion d'honneur (France) ;
- Médaille commémorative des services volontaires dans la France libre ;
- Médaille de la France libérée;
- Médaille de la libération de la Tchécoslovaquie.